# Unlambda
Unlambda es un lenguaje de programación inventado por David Madore.
Este lenguaje es producto de la intersección entre dos lenguajes de programación "marginales".
- Lenguajes de programación ofuscados o lenguaje de programación esotérico, de los cuales el representante canónico es INTERCAL. Esto significa que este lenguaje fue diseñado para hacer la programación difícil y sufrida.
- Lenguajes de programación funcional, de los cuales el representante canónico es Scheme (un dialecto de Lisp). Esto significa que el único objeto manipulado por el lenguaje es la función.

## Ejemplo de Hola Mundo
```
 ```s``sii`ki
  ``s``s`ks
     ``s``s`ks``s`k`s`kr
               ``s`k`si``s`k`s`k
                               `d`````````.H.o.l.a. .m.u.n.d.o
                        k
      k
  `k``s``s`ksk`k.*
```